# Storia delle dottrine politiche moderne
La storia delle dottrine politiche moderne è una disciplina delle scienze politiche che ha l'obiettivo di studiare e comprendere le cause che hanno portato alla nascita, allo sviluppo e, talvolta, alla morte delle dottrine politiche con cui ancora oggi conviviamo (nei partiti, nelle istituzioni e nei movimenti).

## Assolutismo
Con il termine assolutismo si intende un sistema politico dove a regnare è un'unica persona, sciolta da ogni vincolo. Absolutus in latino, participio passato di absolvo, significa infatti slegato, sciolto. La condizione di assolutismo, difesa dal filosofo inglese Thomas Hobbes, comprende dispotismo e autocrazia. Il dispotismo si impone sul popolo privandolo di diritti e libertà, assieme al governo di una persona sola (il Leviatano nel caso di Hobbes), un despota.
Il dispotismo illuminato è il governo assolutista di una monarchia illuminata (o despota illuminato), in riferimento agli ideali dell'illuminismo, periodo storico e culturale dell'Occidente del XVIII e inizio del XIX secolo.

## Liberalismo
Quando nel 1700 vi fu l'illuminismo, si verificò un vento di novità tesa all'enfatizzazione della ragione, dell'anticlericalismo e del rigetto nei confronti dell'Ancien Régime.
Nonostante l'illuminismo fu padre diretto della Rivoluzione francese, si trattò sostanzialmente di una corrente riformista, volta a modificare in alcune istanze i regimi politici che fino ad allora vigevano.
Ma ben presto l'atmosfera culturale prese a mutare, Napoleone aprì la strada al romanticismo, alla restaurazione e alla negazione del razionalismo illuminista.

### Locke
John Locke, padre del liberalismo classico, fu contrario all'assolutismo classico. Ciò deriva da un diverso modo di concepire l'essere umano.
Secondo molti, John Locke è stato (inconsapevolmente) l'architetto della moderna concezione di democrazia liberale (fondata cioè sulla priorità della libertà e dei "diritti naturali " come la vita e la proprietà). Le sue idee, espresse nella sua maggiore opera Secondo trattato sul governo civile, hanno esercitato grande influenza sulla formazione della filosofia politica dei padri fondatori delle repubbliche liberali statunitense e francese.

### Constant
Constant fu un romantico, profondamente religioso e controrivoluzionario. Per lui sia i rivoluzionari sia gli antirivoluzionari erano due facce della stessa medaglia: il dispotismo.
Fu proprio lui a formulare la famosa distinzione tra "libertà di" (propria dell'antichità) e la "libertà da" (propria dei regimi politici moderni). Fu quindi un liberale radicale, anche a scapito dell'uguaglianza.

### Tocqueville
Tocqueville rese democratica la visione liberale precedente sostenendo l'idea dell'inarrestabilità della democrazia. Molto religioso, studiò gli effetti benefici che lo spirito cristiano aveva portato alla nascente potenza mondiale, gli USA. Infatti laddove l'altare fosse lontano dal trono, la chiesa diverrebbe un fattore di democrazia e modernizzazione.
Trovò anche dei limiti nel sistema americano, come la famosa "dittatura della maggioranza" e l'illiberale schiavitù dei neri anche se controbilanciava questi difetti con le numerose associazioni ritenute dei veri e propri "anticorpi".
La Rivoluzione francese la guardò da un particolare punto di vista: la nobiltà francese non aveva saputo modernizzarsi. Non si trasformò in un ceto capitalista, come invece in Gran Bretagna avvenne, riducendosi così a corpo parassitario e attirandosi le antipatie del terzo stato.

### Mill
John Stuart Mill si propose di includere nello spirito liberal democratico anche una visione sociale, facendo emergere la necessità di un settore privatistico affiancato da uno pubblico.
Fu dunque in contrasto con il famoso economista Smith, il quale sostenne l'esistenza di una "mano invisibile" dell'economia ritenuta benefica in un contesto di liberalismo "tout court".

### Il repubblicanesimo di Mazzini
Giuseppe Mazzini fu un repubblicano democratico unitario ed ebbe un ruolo centrale nei movimenti per l'unità nazionale italiana. Si propose di storicizzare le forme di governo sostenendo quindi che per evoluzione l'uomo sarebbe passato dal dispotismo alla monarchia e infine alla repubblica.
La sua visione politica fu incentrata su tutti e tre i valori della rivoluzione francese (libertà, uguaglianza, fraternità), senza rinunciare a nessuno di essi. Per questo motivo condannò sia il liberalismo che il collettivismo.
Fu fondatore, inoltre, della Giovine Italia.
Nella sua prassi politica entrò in polemica con Carlo Cattaneo, il quale non condivideva l'idea di Mazzini di potersi alleare con il Regno Sabaudo pur di unificare il Paese.

### Cavour
Fu un grande uomo politico italiano. Seppe fare del Piemonte il polo d'attrazione di tutto il liberalismo patriottico italiano. Egli fu un liberale, patriota, fedele alla corona (moderato). Riuscì pure ad attirare alla sua causa molti ex mazziniani. 
Quando nel 1870 i bersaglieri entrarono a Roma, il nascente stato si presentò con una netta divisione tra Stato e Chiesa. "Libera Chiesa in libero Stato" fu la celebre affermazione di Cavour.

## Idealismo

### Kant
Kant fu uno dei principali illuministi. Egli ritenne che la verità non fosse una proiezione della realtà, ma una sintesi a priori e convenzionale, data dal fatto che è intersoggettivamente valida per tutti gli esseri raziocinanti.
Per lui possiamo conoscere solo ciò che è finito (come l'uomo); valorizzò quindi ciò che la ragione può sperimentare.
Arrivò ad affermare anche che l'amore per il prossimo non sarebbe dovuto allo spiritualismo religioso, bensì alla nostra stessa razionalità: l'umanità vive in ciascuno di noi e viceversa.
Contrapponendosi al machiavellismo (realismo politico/moralista politico), egli propose il politico morale, ovvero quel politico che subalterna le scelte politiche (i mezzi) al bene della società (il fine).

### Hegel
Hegel vide in ogni individuo un anello necessario, la vera realtà sarebbe non già l'insieme delle parti che la costituiscono, ma il tutto al di là delle sue parti così come è intuito dal pensiero umano.
Quindi mentre Kant riduceva l'applicabilità delle sintesi a priori al campo dei fenomeni quantificabili, Hegel la estendeva a tutti i campi e specialmente alla storia.
La visione hegeliana della storia infatti è quella che guarda a quest'ultima come lo svolgimento dell'idea, in un perenne processo a spirale.
La verità resta assoluta come per Kant, ma non rimane sempre la stessa: non appena essa si afferma viene messa nuovamente in discussione.
Si entra dunque nello storicismo, cioè nella visione del mondo come progressiva presa di coscienza degli uomini.
Egli identificò la storia come la storia religiosa degli uomini, valorizzò pure l'idea di rivoluzione, non sociale come farà Marx, ma spirituale, reputata base imprescindibile per la rivoluzione di cui prima.
Lo stato ideale per Hegel è quello etico, che è insomma sia fine che mezzo del singolo individuo.
Non ritenne inoltre benefica la separazione netta tra Chiesa e Stato, sostenendo che la sacralizzazione dello Stato da parte della Chiesa  fosse necessaria.
Proprio questo è per Hegel il limite della rivoluzione francese: l'irreligiosità. Nei paesi protestanti infatti, laddove una rivoluzione religiosa si era già verificata non ci fu bisogno di arrivare a situazioni simili alla rivoluzione francese.
Egli cercò una terza via tra spirito illuminista rivoluzionario e quello reazionario.
Condivise infatti l'idea di stato come volontà generale dei cittadini (Rousseau) ma non l'istanza di contrattualismo; di reazionario condivise l'idea dello stato come costante storica che nasce e si rigenera.
Il diritto da compiersi sarebbe dunque astratto e subordinato allo stato, sintetizzatore dei bisogni particolari.
Spiegò la necessaria eticità di stato paragonandola al buon membro di una famiglia, il quale fa il bene di se stesso solo relativamente al bene generale.
Si pose dunque per la restaurazione, ma anche al di là di essa. Nonostante la sua polemica costante con il collettivismo spianò la strada alle idee marxiste che molto si rifaranno alle sue teorie.
Infatti si generarono due interpretazioni contrapposte: la destra hegeliana (incentrata sull'importanza dello stato) e la sinistra hegeliana (basata sulle istanze di stato che cambia e da cambiare).

### Gentile
Con il termine neoidealismo vengono definiti alcuni filosofi del Novecento, che trassero ispirazione, in forma più o meno accentuata, dall'idealismo romantico hegeliano. Fra questi si suole includere gli italiani Benedetto Croce e Giovanni Gentile, il quale reinterpreta l'idealismo tedesco in un'ottica attualista. Gentile riprende la concezione hegeliana dello stato etico, per cui libero non è l'individuo atomisticamente e materialisticamente inteso, ma soltanto lo stato nel suo processo storico. L'individuo può essere libero ed esplicare la sua moralità esclusivamente nelle forme istituzionali dello stato. L'individuo può maturare la sua libertà individuale solo all'interno dello Stato, con ciò a dire in un contesto istituzionale organizzato.

## Il marxismo

### Materialismo storico di Marx e Engels
Karl Marx si formò nella sinistra hegeliana, ma ben presto abbracciò il materialismo andando oltre Hegel. Criticò Hegel per la sua concezione delle realtà particolari come manifestazioni accidentali o specifiche del generale e per la sua giustificazione (in quanto stato etico) dei problemi esistenti nello Stato attuale.
Per Marx invece era necessario realizzare la democrazia vera sia nella sfera politica che economica nell'ottica di uno stato sì etico, ma da farsi.
Ma vero punto di partenza del materialismo storico è l'idea che l'economia (struttura) sia dominante sulla società e istituzioni (sovrastruttura) per cui l'emancipazione umana la si potrebbe ottenere solo scardinando l'attuale assetto capitalista (struttura).

#### Stato operaio
Il pensiero rivoluzionario si fonderebbe sull'idea che ogni assetto economico nella storia sviluppa delle contraddizioni interne che ne determinano l'implosione.
In questo caso, in regime capitalista, la classe subalterna (operaia) avrebbe teso a conquistare il potere in quanto classe formata da uomini e perciò naturalmente tendenti all'emancipazione.
La questione della formazione storica della coscienza di classe sarebbe dunque data da un processo naturale, ma questa idea non fu condivisa da altri pensatori pure marxisti come Rosa Luxemburg e Lenin, convinti della necessità di una avanguardia cosciente.
Riguardo alla religione, Marx la vide come l'"oppio dei popoli", essa infatti determinerebbe l'inerzia delle classi meno abbienti, fiduciose in un premio nell'al di là.
Riguardo all'economia l'opera di Marx fu notevole, come nel primo libro de Il Capitale (unico dei tre pubblicato in vita), nel quale descrisse la teoria del "plusvalore" profitto economico dell'imprenditore che sarebbe dato dall'unica merce in grado di produrre più ricchezza di quella che consuma: il lavoro subordinato.
Egli comunque ben poco ebbe a che fare con l'economia pianificata che caratterizzerà i regimi autoproclamatosi marxisti o comunque comunisti.
Egli ritenne quindi che la rivoluzione fosse inevitabile, ma ammise pure che essa si sarebbe potuta presentare sia in maniera rivoluzionaria che riformistica legale.
Vi furono pure delle voci discordanti al suo pensiero come Bakunin il quale fu contrario all'idea di uno stato socialista, inquadrando lo stato di per sé come il nemico da abbattere, dunque non conquistabile nemmeno da una forza proletaria rivoluzionaria, mentre per Marx e Engels e poi Lenin, lo stato borghese avrebbe dovuto essere spezzato ma non eliminato, nell'ottica di un processo di trasformazione a un regime simile a quella che fu la Comune di Parigi (ritenuta da Marx il primo esempio di regime comunista).
L'utopia Marxista terminava con l'idea che con la scomparsa delle classi, a seguito dell'ascesa proletaria, vi sarebbe stato sempre meno Stato fino alla sua scomparsa.

### Socialdemocrazia e comunismo
Marx prevedeva due fasi nel processo di rivoluzione sociale. La prima fase, individuata come socialismo, consisteva nella dittatura del proletariato, fase in cui ognuno avrebbe ricevuto in base a quanto dato. La seconda, invece, sarebbe stata il comunismo che, superate le forze contro-rivoluzionarie, non avrebbe più avuto la necessità di imporre la dittatura. Secondo Marx "solo allora l'angusto orizzonte giuridico borghese può essere superato, e la società può scrivere sulle sue bandiere: - Ognuno secondo le sue capacità; a ognuno secondo i suoi bisogni!"
Secondo Kautsky, la "dittatura del proletariato" sarebbe sfociata in un maggior potere dello stato sul singolo. L'autore propose di conquistare politicamente, anziché abbattere, lo stato capitalista per realizzare il progetto socialista. "Il rivolgimento sociale verso il quale noi tendiamo può essere realizzato solo per mezzo di una rivoluzione politica, per mezzo della conquista del potere politico del proletariato in lotta. La specifica forma costituzionale, in cui solo il socialismo può essere realizzato, è la repubblica, nel significato più ampio della parola: la repubblica democratica".
Bernstein fu uno dei sostenitori del revisionismo marxista, egli guardava al socialismo non come l'opposto del liberalismo, ma come suo erede, il quale aveva già i suoi frutti con l'aumento dei diritti dei lavoratori. "Il suffragio universale è soltanto un frammento di democrazia, anche se è un frammento che alla lunga è destinato ad attrarre agli altri come il magnete attrae i frammenti di ferro. È un processo che certamente avanza più lentamente di quanto molti desiderano, e tuttavia è in atto. Per favorire questo processo, la socialdemocrazia non ha strumento migliore di quello di porsi senza reticenza, anche sul piano dottrinale, sul terreno del suffragio universale e della democrazia, con tutte le conseguenze che ne derivano per la sua tattica". Il movimento operaio non avrebbe minacciato lo stato in quanto tale, ma "al massimo una determinata forma di stato o un determinato regime".
Rosa Luxemburg, a differenza dei marxisti leninisti non assolutizzò mai la figura del partito ritenendolo si necessario, ma solo come mezzo a completa disposizione delle masse e non come avanguardia presunta cosciente.
Sorel, rifacendosi a Bergson, attuava una strana commistione tra marxismo e spiritualismo. Secondo l'autore "si può parlare all'infinito di rivolte senza mai provocare un movimento rivoluzionario, fin tanto che non vi sono miti accettati dalle masse (…) il mito è un'organizzazione di immagini capaci di evocare istintivamente tutti i sentimenti che corrispondono alle diverse manifestazioni della guerra intrapresa dal socialismo contro la società moderna"
Henri de Man fu vicino al pensiero di Sorel, per lui però il socialismo era l'erede delle tendenze solidaristiche anteriori allo stesso capitalismo. Perciò il socialismo dovrebbe mirare, secondo de Man, all'umanizzazione del capitalismo attraverso una corporativismo di sinistra.

## Politica della soggettività
Il pensiero politico contemporaneo si caratterizza per un marcato tratto soggettivistico in riferimento al ruolo degli individui visti come forza dinamica della storia. Nel periodo tra fine 1800 e inizio 1900, vi furono diversi pensatori neomachiavellici con conseguente visione disincantata della politica:
Gaetano Mosca fu liberale autoritario antisocialista, ma successivamente anche antifascista. Egli era anche positivista per la sua visione non storicista della politica per cui ritenne di avere individuato le costanti politiche applicabili in ogni contesto politico storico.
Notò innanzitutto che è sempre una minoranza che domina una maggioranza, e questo semplicemente per la capacità di organizzarsi meglio della prima. Per questo motivo, per Mosca, studiare la storia significherebbe semplicemente studiare la minoranza politica, la classe dirigente.
Criticò anche la visione marxista della storia vista come competizione fra più classi, in quanto per Mosca la storia era competizione in una sola classe, quella politica.
Rigettò anche la distinzione storica di diverse forme di governo ritenendo che ognuna di esse fosse sostanzialmente una aristocrazia.

### Vilfredo Pareto
Vilfredo Pareto inquadrò il principio di Mosca (la minoranza governa sempre la maggioranza) in una visione sociologica complessa. Ingegnere ferroviario, poi economista liberista e "marginalista",quindi sociologo all'Università di Losanna, ribadi infatti l'importanza delle ideologie, le quali possono permettere ad una classe di salire al potere. Ci sarebbe infatti un permanente prevalere delle azioni "non logiche", basate sui sentimenti e gli interessi, spacciati da ciascuno per razionali. Tuttavia per lui ogni classe al potere si farebbe corrompere dal potere stesso e dai propri limiti, per cui sarebbe fisiologica e ben vista la concorrenza tra classi politiche (alternanza), così come è accolta nell'economia. Si avrebbe così una circolazione delle élite di tipo "volpe" e "leone", già descritte dal Machiavelli. In tal senso, Paretò apprezzò sia Mussolini che Lenin. Morirà nel 1923.

### Robert Michels
Robert Michels fu prima anarcosindacalista e poi nazionalista fascista, seguace di Mussolini. Egli si rese conto della centralità dei partiti nella formazioni delle élite, ma non li considerava organismi democratici. 
Allievo di Max Weber, trasferitisi in Italia formulò infatti la "legge ferrea dell'oligarchia" sostenendo che i partiti in realtà occultano dietro una parvenza di democrazia la loro sostanza oligarchica. Dunque nonostante fosse a favore di una democrazia vera, per lui era comunque irrealizzabile tanto da stringersi infine al fascismo giudicandolo più democratico del sistema liberale precedente. Rettore dell'Università di Perugia, morirà nel 1936.

### Max Weber
Max Weber volle dimostrare che il capitalismo non è semplicemente figlio di un cambiamento nei rapporti di produzione, ma che oltre a questo, la dimensione religiosa avrebbe contribuito pesantemente alla sua nascita e al suo sviluppo.
Criticò Marx per il fatto che avrebbe voluto fare non solo lo studioso rigorosamente scientifico, ma anche il profeta, volendo a tutti i costi dimostrare una presunta rivoluzione che da lì a poco si sarebbe verificata, tradendo così i reali fini di uno studioso che si attiene solo a descrivere la realtà.
Weber parlò del politico come di un tipo sociale sintesi assoluta tra passione (politica del "fai quel che devi e accada quel che può") e calcolo (che tiene conto delle conseguenze).
Egli inoltre distinse fra tre forme di dominio differenti: 
- Potere tradizionale, quando la legittimità del governante si basa su antichi ordinamenti;
- Potere burocratico, basato su norme e leggi certe e sulla gerarchia di poteri;
- Potere carismatico, basato sull'idea di qualità straordinarie possedute da una persona;

Sarebbe proprio quest'ultimo l'unico tipo di potere rivoluzionario, in quanto l'unico capace di spezzare un assetto vigente. Tuttavia, l'ideale sarebbe la sua trasformazione in "razionale".

### Carl Schmitt
Carl Schmitt, giurista e teorico politico della rivoluzione conservatrice tedesca, è uno dei maggiori (e più controversi) interpreti della crisi dello Stato moderno. La sua riflessione sul concetto di sovranità, a partire dall'opera Politische Theologie (1922), individua l'origine della politica moderna in un processo di secolarizzazione dei concetti teologici, in virtù del quale fra le due discipline della dottrina dello Stato e della teologia esiste un'analogia sistematica. Schmitt dedica una particolare attenzione al tema dello "stato di eccezione" (Ausnahmezustand) che, sospendendo temporaneamente la legalità costituita, rappresenta l'analogo del miracolo e permette di individuare la "funzione sovrana".
A Schmitt si deve inoltre la discussa definizione del "criterio del politico" come distinzione fra "amico" e "nemico". Anche se è stata interpretata come una riduzione della politica alla dimensione del conflitto, tale definizione significa piuttosto che l'esistenza politica presuppone sempre la possibilità concreta della guerra, e pertanto richiede la capacità di decisione (Entscheidung) sull'amico e il nemico. Decisione che in età moderna è stata monopolizzata dallo Stato, ma nel XX secolo è stata assunta dai partiti totalitari, che hanno trasformato la politica interna in una guerra civile che lo Stato liberale non è in grado di sedare.
La crisi dello Stato nasce dall'incompatibilità fra democrazia e liberalismo: la prima si afferma come nuovo criterio di legittimità dopo il crollo dell'Antico Regime e consiste nella "identità di governanti e governati"; il secondo invece non è una vera e propria teoria politica, quando piuttosto una teoria contro la politica, in quanto consiste in una serie di restrizioni legali all'esercizio della sovranità, e in ultima istanza nel tentativo di abolire la politica. Il liberalismo si sviluppa infatti insieme al positivismo giuridico, cioè all'idea che dalla politica si possa eliminare ogni residuo di arbitrarietà (inclusa la decisione sovrana sullo stato di eccezione) per trasformarla in un meccanismo formale perfettamente prevedibile, interamente riconducibile a una struttura chiusa e autosufficiente di norme. Ma la democrazia parlamentare si trasforma così in un sistema debole e incapace di unità politica, in cui partiti ostili alla democrazia (i comunisti e i nazisti, nel contesto storico di Schmitt) sfruttano le regole democratiche e i diritti liberali per sovvertire l'ordinamento vigente, che - non potendo ricondurre l'emergenza suprema a una norma positiva - è destinato a soccombere.
Legato ai concetti di sovranità, legalità e legittimità è quindi il tema della dittatura, che Schmitt sviluppa dal punto di vista storico e teorico nell'opera Die Diktatur (1921), e sotto il profilo giuridico (con riferimento all'attualità, ovvero alla crisi della Repubblica di Weimar) in Der Hüter der Verfassung (1931). Con una distinzione che verrà ripresa da vari politologi (ad esempio Carl Joachim Friedrich e Clinton L. Rossiter), Schmitt individua due tipi di dittatura: quella "commissaria", finalizzata alla difesa e al ripristino della legalità costituita (il modello paradigmatico è rappresentato dalla figura del dictator nella Roma repubblicana), e quella "sovrana" che mira invece alla rimozione dell'ordinamento vigente e alla sua sostituzione con uno nuovo (l'esempio è la dittatura del proletariato secondo la dottrina marxista-leninista). La dittatura sovrana crea un temporaneo "vuoto giuridico", in cui il dittatore agisce come sovrano esercitando un informe "potere costituente".

## Nazionalfascismo

### Il nazionalismo
Dopo la rivoluzione francese nacquero una serie di movimenti, che si svilupparono nell'Ottocento e all'inizio del Novecento, che sostengono l'importanza del concetto di identità nazionale e di Nazione, intesa come collettività ritenuta depositaria di valori tipici e consolidati del patrimonio culturale e spirituale di un popolo/etnìa, essendo tale patrimonio la risultante di uno specifico percorso storico.
Il Nazionalismo italiano, sorto sulle idee imperialiste del primo Novecento - si veda la rivista fiorentina Il Regno di Enrico Corradini - divenne organizzazione politica all'epoca della guerra di Libia. Raccolto nel 1912 attorno al quotidiano "L'Idea nazionale", dopo la Grande Guerra le sue "camicie azzurre" confluirono, al Congresso di Napoli del 1923, nel Partito Nazionale Fascista. Esponenti di spicco furono Luigi Federzoni, Alfredo Rocco e Costanzo Ciano, invisi alla base fascista perché monarchici e conservatori.

### Fascismo
Il fascismo si produsse in seguito ai tanti fermenti antipositivistici sviluppatisi dopo il 1848 e specie verso fine secolo. Furono in incubazione fermenti antidemocratici caratterizzati dall'esaltazione della violenza detta liberatrice e dall'affermazione non più patriottica, ma imperialista dell'identità nazionale, che si affermò dopo la fine della prima guerra mondiale prima in Italia e poi anche nei paesi europei.